# جوزيف مرمانس
جوزيف مرمانس مواليد 16 فبراير 1922 في بلجيكا - الوفاة 20 يناير 1996 في إيسن، بلجيكا، كان لاعب كرة قدم بلجيكي كان يلعب في مركز الهجوم. سبق له أن لعب في كأس العالم لكرة القدم مع منتخب بلاده وذلك في مونديال عام 1954.

## المسيرة الاحترافية

### أندية لعب لها
- نادي رويال أندرلخت

## روابط خارجية
- جوزيف مرمانس على موقع الاتحاد الدولي (مؤرشف)  (الإنجليزية)
- جوزيف مرمانس على موقع الاتحاد البلجيكي (الإنجليزية)
- جوزيف مرمانس على موقع قاعدة بيانات كرة القدم.إي يو (الإنجليزية)
- جوزيف مرمانس على موقع ناشيونال فوتبول تيمز (الإنجليزية)